# Rancho Nuevo los Navarros
Rancho Nuevo los Navarros är en ort i Mexiko.   Den ligger i kommunen Zacapala och delstaten Puebla, i den sydöstra delen av landet, 150 km sydost om huvudstaden Mexico City. Rancho Nuevo los Navarros ligger 1 621 meter över havet och antalet invånare är 246.
Terrängen runt Rancho Nuevo los Navarros är huvudsakligen kuperad, men den allra närmaste omgivningen är platt. Runt Rancho Nuevo los Navarros är det glesbefolkat, med 19 invånare per kvadratkilometer. Närmaste större samhälle är Tepexi de Rodríguez, 8,1 km söder om Rancho Nuevo los Navarros. I omgivningarna runt Rancho Nuevo los Navarros växer huvudsakligen savannskog.